# CS Otopeni
A CS Otopeni egy megszűnt román labdarúgócsapat Otopeniben, Ilfov megyében.

## Történet
A csapat 2001-ben alakult meg néhány szenvedélyes futballkedvelő kezdeményezésére, és a D-ligában kezdte meg a szereplését. 
2003-ban felkerült a C osztályba, 2 szezonnal később pedig már a második ligában játszott.
2003 őszén a Román Kupa nyolcaddöntőjéig meneteltek, ahol a későbbi kupagyőztes Dinamo București búcsúztatta.
2008-ban sikerült felkerülnie a legjobbak közé, de mivel városi stadionja nem felelt meg a szabályoknak, a csapat hazai mérkőzéseit a Ploiești-i Astra Stadionban játszották le.
A 2008-09-es szezon végén kiestek a másodosztályba, ahol 2013-as megszűnésükig szerepeltek. Utolsó szezonjukban a Liga II "Seria I" csoportjában a negyedik helyen zártak, öt ponttal lemaradva az élvonalba feljutó Săgeata Năvodari mögött.
2013 nyarán a klub tulajdonosai visszaléptették a csapatot a másodosztályból és feloszlatták.
Szurkolótáborának a neve: Ultras.

## Eredmények
Liga II
- Ezüstérmes (1 alkalommal): 2007-08

Liga III
- Bajnok (1 alkalommal): 2003-04

Román Kupa
- Nyolcaddöntő (1 alkalommal). 2003-04

## Jelenlegi játékosok
A csapat játékosai 2008 júliusában:
| #  |         | Poszt | Név                 |
| -- | ------- | ----- | ------------------- |
| 1  | Románia | K     | Sorin Bobariu       |
| 2  | Románia | V     | Adrian Scarlatache  |
| 4  | Románia | V     | Cristian Dancia     |
| 5  | Románia | V     | Laurentiu Ivan      |
| 6  | Kamerun | V     | Patrick Nyamma      |
| 7  | Románia | CS    | Hristu Chiacu       |
| 8  | Románia | KP    | Florin Pîrvu        |
| 9  | Kamerun | CS    | Kalle Sone          |
| 10 | Románia | KP    | Florin Manea        |
| 11 | Románia | KP    | Cristian Constantin |
| 12 | Románia | K     | Cristian Munteanu   |
| 14 | Románia | KP    | Valentin Negru      |
| 16 | Románia | KP    | Gabriel Caramarin   |

| #  |               | Poszt | Név                |
| -- | ------------- | ----- | ------------------ |
| 17 | Szerbia       | V     | Minja Popović      |
| 18 | Szerbia       | KP    | Predrag Lazić      |
| 19 | Románia       | CS    | Liviu Ganea        |
| 20 | Románia       | KP    | Cornel Predescu    |
| 21 | Románia       | V     | Nicolae Mușat      |
| 22 | Bulgária      | K     | Ilko Pirgov        |
| 23 | Románia       | KP    | Sorin Pană         |
| 24 | Románia       | V     | Claudiu Dumitrescu |
| 25 | Kamerun       | KP    | Jean Paul Yontcha  |
| 26 | Románia       | KP    | Gabriel Mărgărit   |
| 27 | Románia       | CS    | Octavian Drăghici  |
| 28 | Franciaország | KP    | Nasser Menassel    |